# Premis Annie
Els premis Annie són els guardons que lliura la International Animated Film Association (Associació Internacional de Pel·lícules Animades), establerta a Los Angeles, Califòrnia, des de l'any 1972. Originalment es van crear per premiar a films els quals pertanyen al camp de l'animació, però amb el pas del temps s'han afegit noves categories, arribant a premiar a productes televisius i videojocs.

## Cerimònia

### Dates
La cerimònia se celebra des del 1972 (amb l'excepció de 1972, any de creació dels premis). Fins a 2002 la gala se celebrava el mes de novembre, però un any després es va passar a febrer, com a conseqüència del canvi, en 2002 no es van lliurar els premis Annie, abastant, això si, 17 mesos (en lloc de 12) el lliurament de 2003.

### Presentadors
Els presentadors de la cerimònia de lliurament dels premis Annie han estat els següents:
- Grim Natwick (1972)
- Leonard Maltin (1996)
- Rob Paulsen, Maurice LaMarche (2000)
- Billy West (2001)
- Steve Marmel (2003,2004)
- Tom Kenny (2005-2008, 2010)
- William Shatner (2009)
- Patton Oswalt (2011)
- Leonard Maltin, Rob Paulsen i Maurice LaMarche (2012)
- Patrick Warburton (2013)

### Lloc
La cerimònia des dels seus inicis s'ha celebrat a Califòrnia, variant escassament de recinte:
- Sportsmen's Lodge, Studio City, Califòrnia, EUA (1972)
- LLIGUES Plaza Theatre (1992-1995)
- Pasadena Center, Pasadena, Califòrnia, EUA (1996)
- Pasadena Civic Auditorium, Pasadena, Califòrnia, EUA (1997)
- Alex Theatre, Glendale, Califòrnia, EUA (1998-2006)
- Royce Hall, Universitat de Califòrnia a Los Angeles, EUA (2007-actualitat)

## Categories

### Producció
- Millor pel·lícula animada (des del 1992).
- Millor producte animat llançat directament en DVD.
- Millor curt animat.
- Millor anunci de TV animat.
- Millor producció de TV animada.
- Millor video-joc animat.

### Assoliment individual
- Millors efectes animats.
- Millor animació en un film animat.
- Millor animació en un producte televisiu animat.
- Millor disseny en un film animat.
- Millor disseny en un producte televisiu animat.
- Millor adreça en un film animat.
- Millor adreça en un producte televisiu animat.
- Millor música en un film animat.
- Millor música en un producte televisiu animat.
- Millor producció en un film animat.
- Millor producció en un producte televisiu animat.
- Millor història en un film animat.
- Millor història en un producte televisiu animat.
- Millor doblatge en un film animat.
- Millor doblatge en un producte televisiu animat.
- Millor guió d'un film animat.
- Millor guió en un producte televisiu animat.

### Jurat
- Premi June Foray.
- Premi Ub Iwerks.
- Premi Winsor McCay.
- Assoliment especial en animació.
- Certificat del mèrit.